# Queensbury (metropolitana di Londra)
Queensbury è una stazione della linea Jubilee della metropolitana di Londra.

## Storia
Queensbury fu aperta il 16 dicembre 1934 dalla Metropolitan Railway (MR, oggi la linea Metropolitan sull'estensione per Stanmore, due anni dopo l'apertura delle altre stazioni su quel tratto di linea.
Quando la denominazione della stazione fu scelta, non si riferiva al nome di nessuna zona già esistente. Fu invece coniato per analogia con la stazione adiacente di Kingsbury. La zona oggi nota con il nome di Queensbury si trova in effetti a nord-ovest rispetto alla stazione e fa parte del borgo di Harrow, mentre la stazione stessa è situata al di là del confine, nel borgo di Brent.
Verso la metà degli anni trenta la linea Metropolitan soffriva di congestione, soprattutto nel tratto meridionale della linea, dove le diverse diramazioni condividevano il collo di bottiglia del tratto fra Baker Street e Finchley Road. Per combattere la congestione venne costruito un tunnel di profondità che collegava direttamente Finchley Road con le piattaforme della linea Bakerloo di Baker Street. Il 20 novembre 1939 tutta la diramazione verso Stanmore, inclusa Queensbury, passò dalla linea Metropolitan alla Bakerloo.
Il servizio della Bakerloo line venne rilevato dalla linea Jubilee il 1º maggio 1979.

## Interscambi
Nelle vicinanze della stazione effettuano fermata alcune linee automobilistiche urbane, gestite da London Buses, nonché alcune linee extraurbane della compagnia Uno.
- Fermata autobus

## Nella cultura di massa
La stazione è citata nella canzone Queensbury Station del 1988, del gruppo punk-jazz berlinese The Magoo Brothers

## Galleria d'immagini

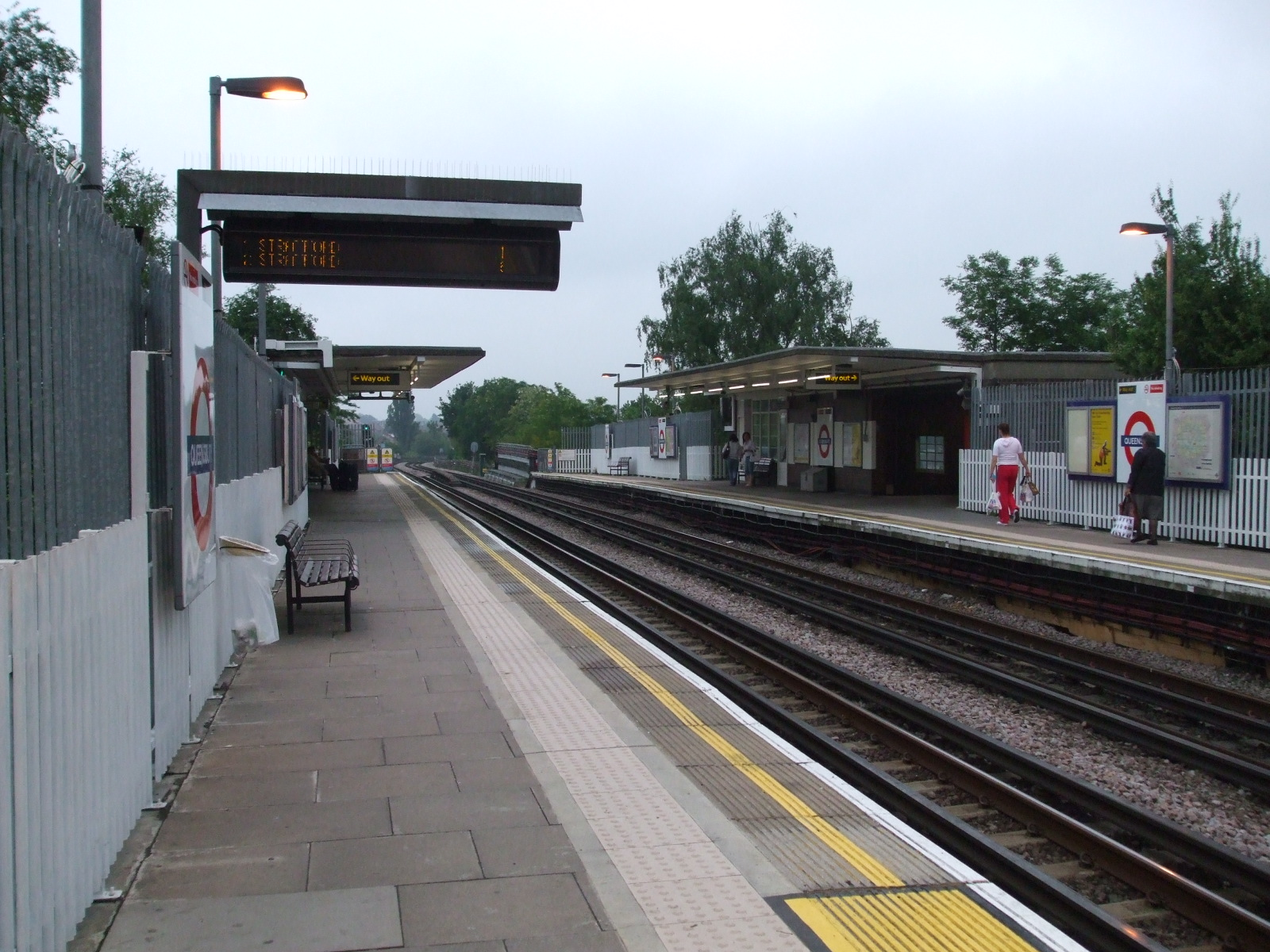
Piattaforma in direzione sud
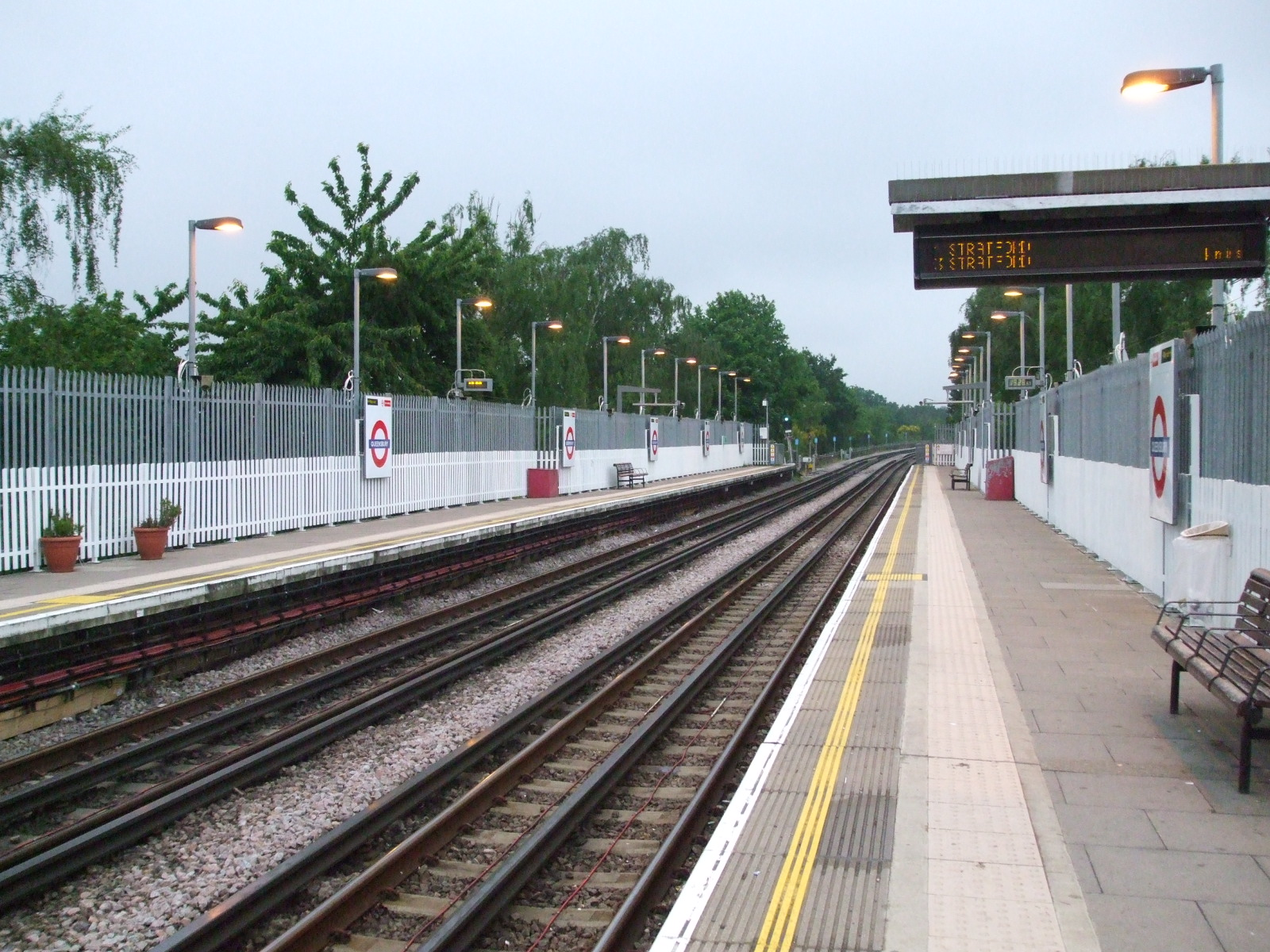
Piattaforma in direzione nord
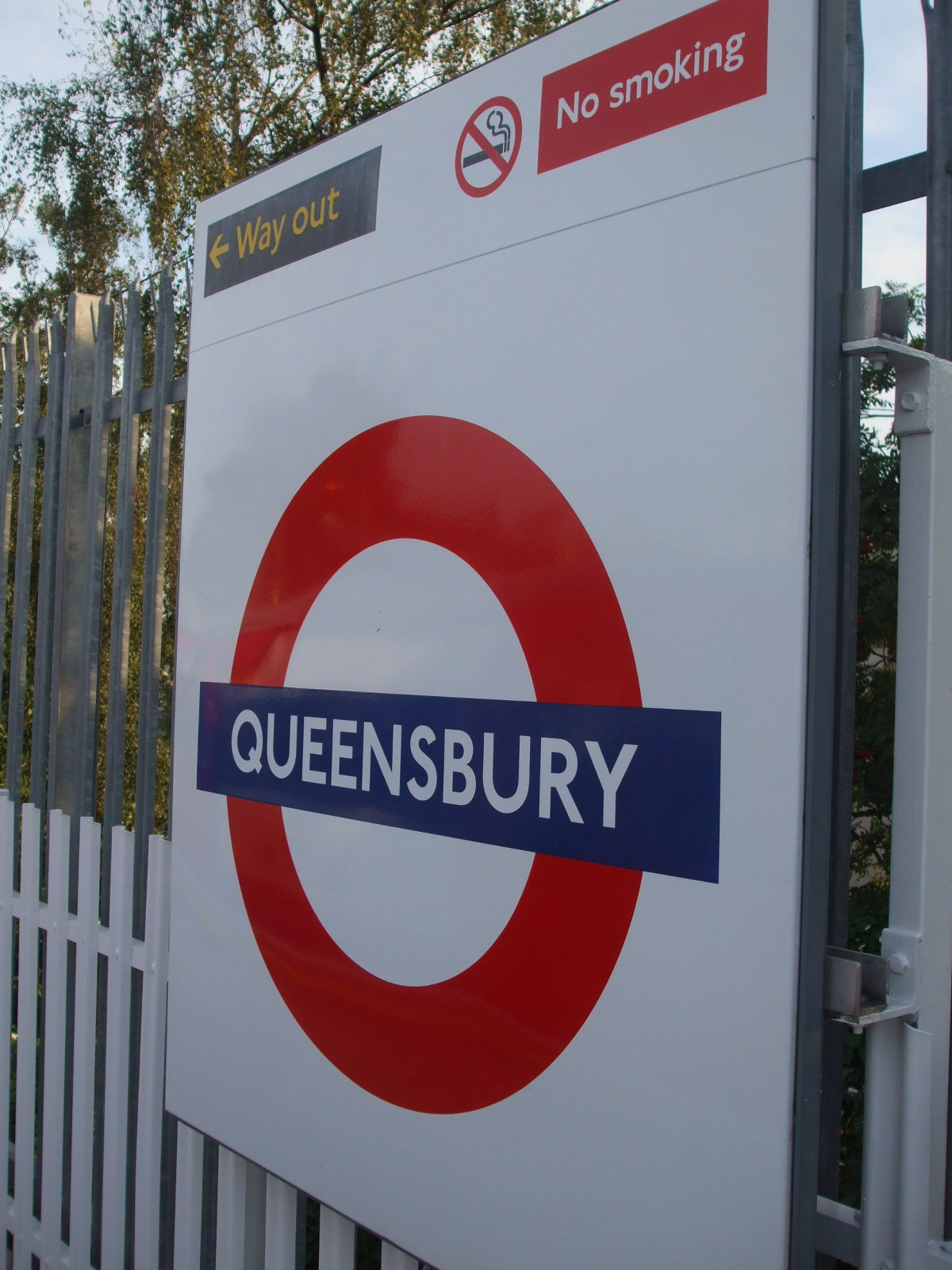
Roundel a Queensbury